# Allochernes mahnerti
Allochernes mahnerti es una especie de arácnido  del orden Pseudoscorpionida de la familia Chernetidae.

## Distribución geográfica
Se encuentra en Mangalia, Oban, Rumania.